# أونور إرغون
أونور إرغون (بالتركية: Onur Ergün)‏ هو لاعب كرة قدم تركي، ولد في 15 نوفمبر 1992 في بينكل في تركيا.

## وصلات خارجية
- أونور إرغون على موقع اتحاد تركيا (لاعب) (الإنجليزية)
- أونور إرغون على موقع قاعدة بيانات كرة القدم.إي يو (الإنجليزية)
- أونور إرغون على موقع Soccerway.com (الإنجليزية)